# Gösta Bernhard
Pour les articles homonymes, voir Bernhard.
Gösta Bernhard, né le 26 septembre 1910 et mort le 4 janvier 1986 à Stockholm, est un acteur, réalisateur et scénariste suédois. Il apparaît dans plus de 30 films entre 1936 et 1975.

## Filmographie

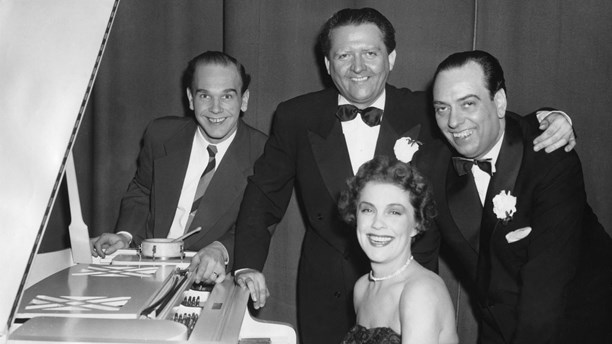
Charlie Norman, Stig Järrel, Sickan Karlsson et Gösta Bernhard en 1954.

### Acteur
- 1936: Familjens hemlighe (en)
- 1954: Hästhandlarens flickor (en)
- 1955: Paradiset (en)
- 1958: Flottans överman (en)
- 1966 : Le Meurtre d'Yngsjö d'Arne Mattsson

### Réalisateur
- 1947: 91:an Karlssons permis (en)
- 1948: Loffe som miljonär (en)
- 1950: Stjärnsmäll i Frukostklubben (en)
- 1951: 91 Karlssons bravader
- 1951: Poker
- 1951: Spöke på Semester (en)
- 1952: Drömsemester
- 1954: Sju svarta be-hå (en)
- 1955: Far och flyg (en)

## Crédit d'auteurs
- (en) Cet article est partiellement ou en totalité issu de l’article de Wikipédia en anglais intitulé « Gösta Bernhard » (voir la liste des auteurs).